# Athirson Mazzoli e Oliveira
Athirson Mazzoli e Oliveira (Río de Janeiro, 16 de enero de 1977), o simplemente Athirson, es un exfutbolista brasileño. Jugaba de volante y su último equipo fue el America de Brasil.

## Selección nacional
Fue integrante de la selección brasileña Sub-23, con la que disputó 14 encuentros y anotó 2 goles. También ha sido parte de la selección mayor, con la que llegó a jugar en 5 ocasiones.

## Clubes
| Club             | País     | Año       |
| ---------------- | -------- | --------- |
| Flamengo         | Brasil   | 1996-1998 |
| Santos           | Brasil   | 1998      |
| Flamengo         | Brasil   | 1998-2000 |
| Juventus         | Italia   | 2000-2002 |
| Flamengo         | Brasil   | 2002-2004 |
| Cruzeiro         | Brasil   | 2005      |
| Bayer Leverkusen | Alemania | 2005-2007 |
| Botafogo FC      | Brasil   | 2007      |
| Brasiliense      | Brasil   | 2008      |
| Portuguesa       | Brasil   | 2008-2009 |
| Cruzeiro         | Brasil   | 2009      |
| Portuguesa       | Brasil   | 2010      |
| America          | Brasil   | 2011      |

- Datos: Q514376